# Bioč
Le mont Bioč est une montagne des Alpes dinariques située à proximité du Maglić. Il culmine à 2 397 mètres d'altitude au Veliki Vitao, au Monténégro.